# ماريو كابيكي
ماريو ريناتو كابيكي (بالإيطالية: Mario Renato Capecchi) ـ (ولد في فيرونا بإيطاليا في 6 أكتوبر 1937) هو عالم وراثة جزيئية أمريكي من أصل إيطالي، تقاسم جائزة نوبل في الطب سنة 2007 مع الأمريكيين مارتن إيفانز وأوليفر سميثيز لاكتشافه طريقة يمكن بها تخليق فئران أُلغى أحد جيناتها. يعمل حاليًا أستاذً مميزًا (بالإنجليزية: Distinguished Professor)‏ لعلم الوراثة البشري وعلم الأحياء بمدرسة طب جامعة يوتا، التي انضم إلى هيئة التدريس بها منذ سنة 1973.

## روابط خارجية
- ماريو كابيكي على موقع الموسوعة البريطانية (الإنجليزية)
- ماريو كابيكي على موقع مونزينجر (الألمانية)
- ماريو كابيكي على موقع إن إن دي بي (الإنجليزية)